# French Open 1911 (Badminton)
Die French Open 1911 im Badminton fanden vom 16. bis zum 17. Dezember 1911 in Dieppe statt. Es war die 4. Auflage dieser Veranstaltung.

## Finalresultate
| Disziplin    | Sieger                                 | Finalist                    | Ergebnis          |
| ------------ | -------------------------------------- | --------------------------- | ----------------- |
| Herreneinzel | George Alan Thomas                     | Guy Sautter                 | 15-7, 15-12       |
| Dameneinzel  | Lavinia Clara Radeglia                 | Marie Téphany               | 11-1, 11-0        |
| Herrendoppel | George Alan Thomas Guy Sautter         | Robert McCallum Robert Ango | 15-8, 15-4        |
| Damendoppel  | Lavinia Clara Radeglia Mary K. Bateman | D. Touleau Sarniguet        | 15-6, 12-15, 15-9 |
| Mixed        | Guy Sautter Lavinia Clara Radeglia     | George Alan Thomas Musgrave | 15-8, 15-9        |